# Ferfolja
Ferfolja je priimek v Sloveniji, ki ga je po podatkih Statističnega urada Republike Slovenije na dan 1. januarja 2010 uporabljalo 298 oseb in je med vsemi priimki po pogostosti uporabe uvrščen na 1.313. mesto.

## Znani nosilci priimka
- Aljoša Ferfolja (*1969), balinar
- Drago Ferfolja (1956-2016), ekonomist, gospodarstvenik
- Josip Ferfolja (1880-1958), pravnik, politik
- Marino Ferfolja, zamejski manjšinski politik (Doberdob)
- Srečko Ferfolja, izseljenski publicist (Argentina)
- Teja Ferfolja (*1991), rokometašica